# Plaza (municipalité)
Pour les articles homonymes, voir Plaza.
Plaza est l'une des vingt-et-une municipalités de l'État de Miranda au Venezuela. Son chef-lieu est Guarenas. En 2011, la population s'élève à 209 987 habitants.

## Étymologie
La municipalité est nommée en l'honneur du héros de la Guerre d'indépendance du Venezuela, Ambrosio Plaza (1791-1821).

## Géographie

### Subdivisions
La municipalité est constituée d'une seule paroisse civile avec, à sa tête, sa capitale (entre parenthèses) :
- Guarenas (Guarenas).